# U-425 (tàu ngầm Đức)
U-425  là một tàu ngầm tấn công  Lớp Type VII thuộc phân lớp Type VIIC được Hải quân Đức Quốc Xã chế tạo trong Chiến tranh Thế giới thứ hai. Nhập biên chế năm 1943, nó đã thực hiện được chín chuyến tuần tra, nhưng không đánh chìm được mục tiêu nào. Trong chuyến tuần tra cuối cùng, U-425 bị các tàu sà lúp HMS Lark và tàu corvette HMS Alnwick Castle của Hải quân Hoàng gia Anh thả mìn sâu đánh chìm trong biển Barents gần Murmansk vào ngày 17 tháng 2, 1945.

## Thiết kế và chế tạo

### Thiết kế

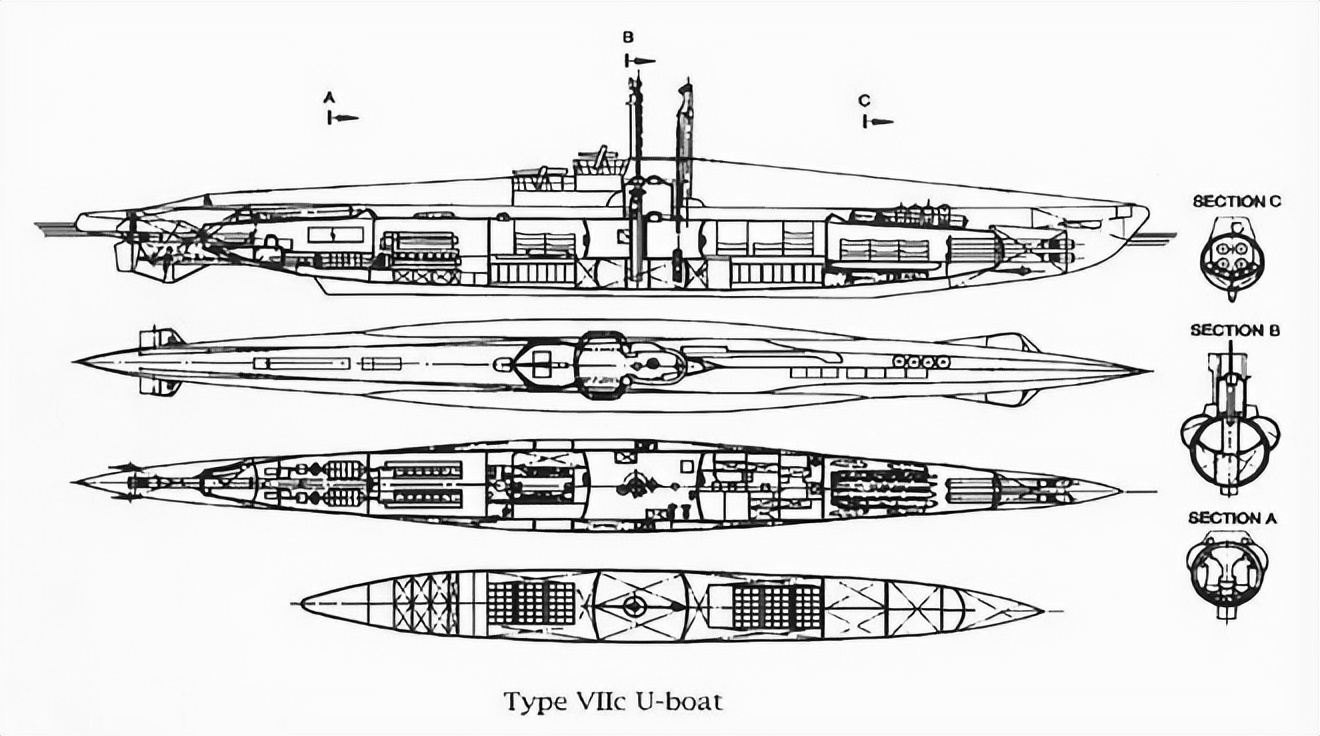
Sơ đồ các mặt cắt một tàu ngầm Type VIIC

Phân lớp VIIC của Tàu ngầm Type VII là một phiên bản VIIB được kéo dài thêm. Chúng có trọng lượng choán nước 769 t (757 tấn Anh) khi nổi và 871 t (857 tấn Anh) khi lặn). Con tàu có chiều dài chung 67,10 m (220 ft 2 in), lớp vỏ trong chịu áp lực dài 50,50 m (165 ft 8 in), mạn tàu rộng 6,20 m (20 ft 4 in), chiều cao 9,60 m (31 ft 6 in) và mớn nước 4,74 m (15 ft 7 in).
Chúng trang bị hai động cơ diesel Germaniawerft F46 siêu tăng áp 6-xy lanh 4 thì, tổng công suất 2.800–3.200 PS (2.100–2.400 kW; 2.800–3.200 bhp), dẫn động hai trục chân vịt đường kính 1,23 m (4,0 ft), cho phép đạt tốc độ tối đa 17,7 kn (32,8 km/h), và tầm hoạt động tối đa 8.500 nmi (15.700 km) khi đi tốc độ đường trường 10 kn (19 km/h). Khi đi ngầm dưới nước, chúng sử dụng hai động cơ/máy phát điện Garbe, Lahmeyer & Co. RP 137/c  tổng công suất 750 PS (550 kW; 740 shp). Tốc độ tối đa khi lặn là 7,6 kn (14,1 km/h), và tầm hoạt động 80 nmi (150 km) ở tốc độ 4 kn (7,4 km/h). Con tàu có khả năng lặn sâu đến 230 m (750 ft).
Vũ khí trang bị có năm ống phóng ngư lôi 53,3 cm (21 in), bao gồm bốn ống trước mũi và một ống phía đuôi, và mang theo tổng cộng 14 quả ngư lôi, hoặc tối đa 22 quả thủy lôi TMA, hoặc 33 quả TMB. Tàu ngầm Type VIIC bố trí một hải pháo 8,8 cm SK C/35 cùng một pháo phòng không 2 cm (0,79 in) trên boong tàu. Thủy thủ đoàn bao gồm 4 sĩ quan và 40-56 thủy thủ.

### Chế tạo
U-425 được đặt hàng vào ngày 5 tháng 6, 1941, và được đặt lườn tại xưởng tàu Danziger Werft ở Danzig (nay là Gdańsk thuộc Ba Lan) vào ngày 23 tháng 5, 1942. Nó được hạ thủy vào ngày 19 tháng 12, 1942, và nhập biên chế cùng Hải quân Đức Quốc Xã vào ngày 21 tháng 4, 1943 dưới quyền chỉ huy của Hạm trưởng, Đại úy Hải quân Heinz Bentzien.

## Lịch sử hoạt động

### 1943
Sau khi hoàn tất việc huấn luyện trong thành phần Chi hạm đội U-boat 8, U-425 được điều sang Chi hạm đội U-boat 9 từ ngày 1 tháng 11, 1943 để phục vụ trên tuyến đầu.

#### Chuyến tuần tra thứ nhất
U-425 khởi hành từ cảng Kiel, Đức vào ngày 20 tháng 11,  1943 cho chuyến tuần tra đầu tiên trong chiến tranh. Nó tiến ra Bắc Hải, rồi đi dọc theo bờ biển Na Uy trước khi kết thúc chuyến tuần tra tại cảng Bergen, Na Uy vào ngày 25 tháng 11.

### 1944
U-425 lại được điều sang Chi hạm đội U-boat 11 từ ngày 1 tháng 1, 1944, và cuối cùng sang Chi hạm đội U-boat 13 từ ngày 15 tháng 9, 1944.

#### Chuyến tuần tra thứ hai và thứ ba
U-425 rời Bergen vào ngày 28 tháng 12, 1943 để thực hiện chuyến tuần tra thứ hai. Nó hoạt động trong biển Na Uy tiếp giáp với biển Barents, và kết thúc chuyến tuần tra tại Hammerfest vào ngày 2 tháng 2, 1944.
Chiếc tàu ngầm thực hiện chuyến tuần tra tiếp theo từ ngày 6 đến ngày 29 tháng 2, cùng xuất phát và kết thúc tại Hammerfest, để hoạt động dọc bờ biển Tây Bắc của Na Uy.
Sau đó con tàu di chuyển đến cảng Bergen vào đầu tháng 3.

#### Chuyến tuần tra thứ tư, thứ năm và thứ sáu
Sau khi di chuyển từ Bergen đến cảng Narvik vào cuối tháng 4, U-425 xuất phát từ đây vào ngày 11 tháng 5 cho chuyến tuần tra thứ tư. Sau khi hoạt động trong biển Na Uy, con tàu quay trở về Narvik vào ngày 7 tháng 6, và đến giữa tháng 6 đã di chuyển đến Hammerfest.
Từ đây chiếc tàu ngầm thực hiện chuyến tuần tra tiếp theo từ ngày 18 tháng 7 đến ngày 8 tháng 8 dọc theo bờ biển Tây Bắc của Na Uy, và kết thúc chuyến đi tại Narvik.
Chuyến tuần tra thứ sáu chỉ là những chuyến đi ngắn từ Narvik và Hammerfest trong giai đoạn từ ngày 21 tháng 8 đến ngày 8 tháng 9. Chiếc U-boat đã xâm nhập sâu vào biển Barents cho đến tận quần đảo Novaya Zemlya.

#### Chuyến tuần tra thứ bảy và thứ tám
Vào giữa tháng 9, U-425 di chuyển từ Narvik đến Hammerfest, rồi khởi hành từ đây vào ngày 14 tháng 9 cho chuyến tuần tra thứ bảy. Nó đã hoạt động trong biển Na Uy cho đến phía Nam đảo Bear trước khi quay trở lại Narvik vào ngày 3 tháng 10.
Chiếc U-boat có chuyến tuần tra tiếp theo từ ngày 15 tháng 10 đến ngày 12 tháng 11, cùng xuất phát và kết thúc tại Narvik nhưng có một chặng dừng tại Hammerfest vào ngày 24 tháng 10. Con tàu đã tiến vào biển Barents và hoạt động ngoài khơi bán đảo Kola.

### 1945

#### Chuyến tuần tra thứ chín - Bị mất
U-425 khởi hành từ cảng Narvik vào ngày 6 tháng 2, 1945 cho chuyến tuần tra thứ chín, cũng là chuyến cuối cùng, để hoạt động trong khu vực biển Barents. Vào ngày 17 tháng 2, ở vị trí về phía Đông bán đảo Rybachy, các tàu sà lúp HMS Lark và tàu corvette HMS Alnwick Castle của Hải quân Hoàng gia Anh đã thả mìn sâu tấn công, đánh chìm U-425 tại tọa độ 69°39′B 35°50′Đ / 69,65°B 35,833°Đ. Chỉ có một người sống sót trong tổng số 53 thành viên thủy thủ đoàn của U-425.

### "Bầy sói" tham gia
U-425 từng tham gia tám bầy sói:
- Isegrim (1 – 27 tháng 1, 1944)
- Werwolf (29 tháng 1 – 1 tháng 2, 1944)
- Werwolf (7 – 27 tháng 2, 1944)
- Trutz (13 tháng 5 – 6 tháng 6, 1944)
- Dachs (31 tháng 8 – 3 tháng 9, 1944)
- Grimm (15 tháng 9 – 1 tháng 10, 1944)
- Panther (17 tháng 10 – 10 tháng 11, 1944)
- Rasmus (6 – 13 tháng 2, 1945)